# Cyrtopodion indusoani
Cyrtopodion indusoani este o specie de șopârle din genul Cyrtopodion, familia Gekkonidae, descrisă de Khan 1988. Conform Catalogue of Life specia Cyrtopodion indusoani nu are subspecii cunoscute.

## Galerie

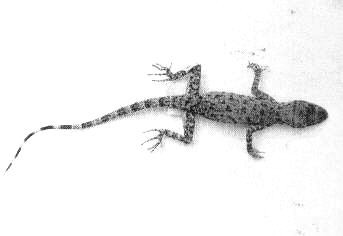